# Prędocice

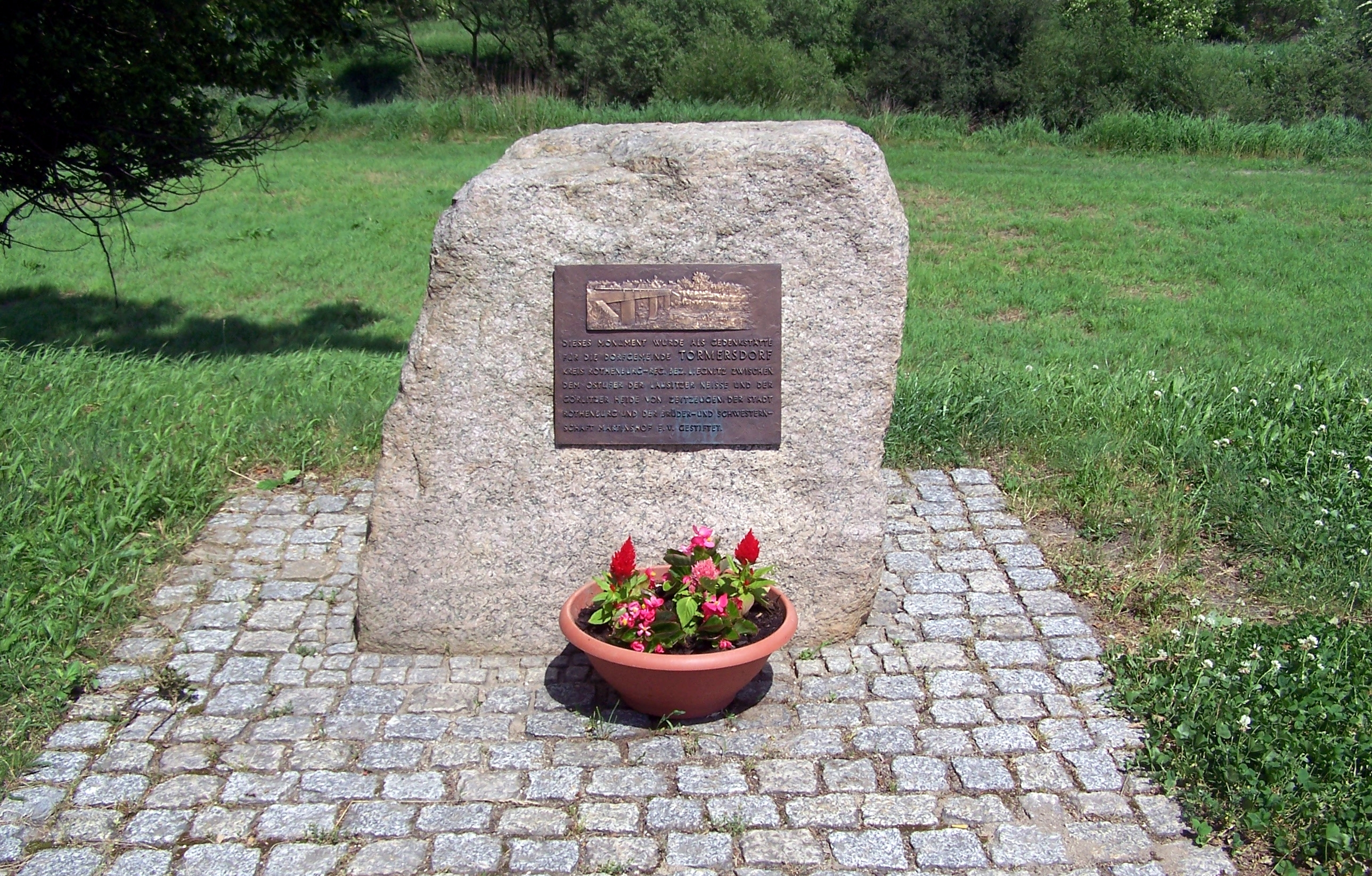
Pomnik pamięci w Rothenburgu

Prędocice (Toporów) (niem. Tormersdorf) – dawna osada w Polsce położona w województwie dolnośląskim, w powiecie zgorzeleckim, w gminie Pieńsk.

## Chronologia wydarzeń historycznych
- Przed 1403 – stara osada serbołużycka znana pod nazwą Tornow
- 1403 – pojawia się we wzmiankach nazwa osady Tolmisdorf
- 1490 – pojawia się we wzmiankach nazwa osady Tormersdorff
- 1518, 6 października – pożar trawi doszczętnie istniejący tutaj dwór rycerski. Podczas tego pożaru wiał silny wiatr wschodni i ogień przeniósł się na leżącą w pobliżu Rozbórkę (Rothenburg).
- Przez długi czas Prędocice leżały w dobrach Penzigów, którzy przekazywali wieś swoim rycerzom w lenno.
- 1840 – w miejscu, w którym stał dwór, wzniesiono fabrykę fajansu.
- przed 1860 – zamknięcie fabryki fajansu.
- 1813 – poważne zniszczenia podczas kampanii saskiej (straty materialne wyniosły blisko 3500 talarów).
- 1813, 24 maja – bitwa pod Prędocicami pomiędzy nacierającymi z zachodu wojskami francuskimi marszałka Victora z ariergardą kozacką w sile 500 koni. Walki o most w Prędocicach trwały kilka godzin. Wycofanie się wojsk rosyjskich w głąb Puszczy Zgorzeleckiej po zaistnieniu groźby okrążenia po przeprawieniu się przez Nysę poniżej Bielawy piechoty francuskiej z artylerią. Poległych w bitwie Francuzów i Rosjan pochowano w lesie na wschód od wsi.
- 1898 – założono na obszarze Prędocic zakład opiekuńczy protestanckiego bractwa zoarystów.

Placówka owa spełniała zadania opieki nad starymi rencistami, osobami bez środków do życia, zaniedbaną młodzieżą, epileptykami, a także chorymi umysłowo. Podopieczni zoarystów rozlokowani byli w trzech domach: „Zoar”, „Betlejem”, „Troas”.
Okres II wojny światowej
- 1941 – naziści utworzyli w zakładzie opiekuńczym przejściowy obóz dla Żydów śląskich (głównie z Wrocławia).
- 1941–1942 – w prędocickim getcie przebywało co najmniej 532 Żydów (w pewnym okresie nawet ponad 700), których przewieziono później do obozów zagłady „na wschodzie”. W pobliżu dawnego protestanckiego cmentarza wiejskiego znajdują się miejsca pochówku zmarłych w obozie Żydów (dokładna lokalizacja mogił żydowskich nie jest wiadoma).
- Jeńców Stalagu VIII A zatrudniano tutaj przy regulacji Nysy Łużyckiej.
- 1945, kwiecień – zacięte walki żołnierzy polskich nad Nysą Łużycką. Miejscowość otrzymała wtedy kryptonim wojenny Toporów. Wzdłuż prawego brzegu rzeki stacjonowała 2 Armia Wojska Polskiego.
- 1945, 16 kwietnia – początek operacji łużyckiej. W Prędocicach znajdowało się miejsce dowodzenia wojsk polskich.

Okres po II wojnie światowej
- Od 5 września 1949 r. stacjonowała tutaj Strażnica WOP Toporów.
- Było to miejsce spotkań i zlotów kombatantów 2 Armii Wojska Polskiego. Znajduje się tutaj pomnik poległych żołnierzy 37 pułku piechoty 7 Dywizji Piechoty w walkach na Łużycach w kwietniu 1945 r.
- Prędocice niezamieszkane są od wielu lat.